# Mike Enzi
Mike Enzi (Bremerton, 1944. február 1. – Loveland, 2021. július 26.) amerikai politikus, szenátor (Wyoming, 1997–2021). A Republikánus Párt tagja.

## Pályafutása
Enzi Washington államban született, de a wyomingi Thermopolisban és Sheridanban nőtt föl. A középiskolát is Sheridanban végezte el 1962-ben, majd számvitel szakra járt a washingtoni George Washington Egyetemre, ahol 1966-ban diplomázott. Ezután 1968-ban MBA fokozatot szerzett a Denveri Egyetemen. Eközben a Wyomingi Nemzeti Gárda kötelékébe állt, és itt szolgált 1967-től 1973-ig. Ezt követően cipőboltokat üzemeltetett Wyomingban.
1975-ben a wyomingi Gilette polgármesterévé választották; ezen a poszton 1982-ig szolgált. 1987-től 1991-ig a wyomingi törvényhozásban volt képviselő, majd 1991-től 1996-ig az állam szenátusában szolgált.
1996-ban megválasztották a washingtoni Szenátusba. 2002-ben, 2008-ban és 2014-ben is újraválasztották, így mandátuma 2021. január 3-án járt le.
2021. július 26-án Gilette-ben egy kerékpárbaleset során súlyosan megsérült, és a kórházba szállítás után meghalt.